# Turniej o Srebrny Kask 1983
Turniej o Srebrny Kask 1983 – rozegrany w sezonie 1983 turniej żużlowy z cyklu rozgrywek o „Srebrny Kask”, w którym mogli uczestniczyć zawodnicy do 21. roku życia. W rozegranych dwóch półfinałach, z których awans zdobyło po 8 zawodników, zwyciężyli Wojciech Załuski i Zenon Kasprzak, natomiast w finale w Toruniu (był to jednocześnie 6. memoriał pamięci Kazimierza Araszewicza) zwyciężył Wojciech Załuski z Kolejarza Opole przed Krzysztofem Grzelakiem ze Stali Gorzów Wielkopolski i Zenonem Kasprzakiem z Unii Leszno.

## Wyniki

### Półfinał (Opole)
Opole, 18 sierpnia 1983, sędzia: Marek Czernecki
| Miejsce | Zawodnicy             | Miasta         | Biegi     | Punkty |
| ------- | --------------------- | -------------- | --------- | ------ |
| 1       | Wojciech Załuski      | Opole          | 3 3 3 3 3 | 15     |
| 2       | Piotr Pawlicki        | Leszno         | 2 3 3 3 3 | 14     |
| 3       | Henryk Bem            | Rybnik         | d 3 3 3 2 | 11     |
| 4       | Ryszard Dołomisiewicz | Bydgoszcz      | 2 2 3 2 2 | 11     |
| 5       | Henryk Piekarski      | Wrocław        | 3 3 1 2 1 | 10     |
| 6       | Krzysztof Grzelak     | Gorzów Wlkp.   | 2 1 2 1 3 | 9      |
| 7       | Mirosław Korbel       | Rybnik         | 0 0 2 3 3 | 8      |
| 8       | Ryszard Franczyszyn   | Gorzów Wlkp.   | 1 2 2 2 1 | 8      |
| 9       | Zbigniew Krakowski    | Leszno         | 1 2 1 1 2 | 7      |
| 10      | Andrzej Kułaga        | Świętochłowice | 1 1 d 2 2 | 6      |
| 11      | Antoni Bielica        | Świętochłowice | 2 1 1 1 u | 5      |
| 12      | Adam Pawliczek        | Rybnik         | 3 1 u 0 d | 4      |
| 13      | Arkadiusz Tanaś       | Tarnów         | d 2 0 1 1 | 4      |
| 14      | Piotr Mazurek         | Lublin         | 1 0 2 u – | 3      |
| 15      | Janusz Trytko         | Tarnów         | 3 0 0 w u | 3      |
| 16      | Piotr Styczyński      | Lublin         | 0 0 1 0 1 | 2      |
| R1      | Arkadiusz Zielonko    | Leszno         |           |        |
| R2      | Piotr Strugała        | Bydgoszcz      | 0         |        |

### Półfinał (Częstochowa)
Częstochowa, 18 sierpnia 1983, sędzia: Władysław Frank
| Miejsce | Zawodnicy            | Miasta       | Biegi     | Punkty |
| ------- | -------------------- | ------------ | --------- | ------ |
| 1       | Zenon Kasprzak       | Leszno       | 2 3 3 3 3 | 14     |
| 2       | Roman Feld           | Grudziądz    | 2 2 3 3 2 | 12     |
| 3       | Roland Wieczorek     | Opole        | 3 3 3 2 d | 11     |
| 4       | Andrzej Sokołowski   | Leszno       | 3 3 1 3 1 | 11     |
| 5       | Stanisław Miedziński | Toruń        | w 2 2 3 3 | 10     |
| 6       | Grzegorz Śniegowski  | Toruń        | 3 2 0 2 2 | 9      |
| 7       | Arkadiusz Zielonko   | Leszno       | d 1 3 1 3 | 8      |
| 8       | Dariusz Stenka       | Gdańsk       | 1 3 2 2 d | 8      |
| 9       | Michał Miturski      | Częstochowa  | 2 0 u 2 3 | 7 +3   |
| 10      | Piotr Żyto           | Gdańsk       | 2 1 2 d 2 | 7 +2   |
| 11      | Piotr Tomaszewski    | Zielona Góra | 3 1 1 0 1 | 6      |
| 12      | Wiesław Sobczak      | Ostrów Wlkp. | 0 2 1 1 1 | 5      |
| 13      | Dariusz Rachwalik    | Częstochowa  | 1 0 2 0 1 | 4      |
| 14      | Dariusz Brucheiser   | Ostrów Wlkp. | 1 0 1 1 0 | 3      |
| 15      | Wojciech Pankowski   | Gniezno      | 1 0 0 2 0 | 3      |
| 16      | Dariusz Kowalski     | Grudziądz    | 0 1 w 0 0 | 1      |
| R1      | Andrzej Dudek        | Zielona Góra |           |        |

### Finał (Toruń)
Opole, 8 września 1983, sędzia: Roman Siwiak
| Miejsce | Zawodnicy             | Miasta       | Biegi     | Punkty |
| ------- | --------------------- | ------------ | --------- | ------ |
| 1       | Wojciech Załuski      | Opole        | 3 3 3 3 2 | 14     |
| 2       | Krzysztof Grzelak     | Gorzów Wlkp. | 2 3 2 3 3 | 13     |
| 3       | Zenon Kasprzak        | Leszno       | 3 d 3 3 3 | 12     |
| 4       | Roman Feld            | Grudziądz    | 3 0 2 2 3 | 10     |
| 5       | Henryk Piekarski      | Wrocław      | 1 2 3 2 2 | 10     |
| 6       | Stanisław Miedziński  | Toruń        | d 2 3 3 1 | 9      |
| 7       | Henryk Bem            | Rybnik       | 2 3 2 2 0 | 9      |
| 8       | Dariusz Stenka        | Gdańsk       | 2 1 u 2 3 | 8      |
| 9       | Grzegorz Śniegowski   | Toruń        | u 3 2 1 0 | 6      |
| 10      | Ryszard Franczyszyn   | Gorzów Wlkp. | 1 2 1 1 1 | 6      |
| 11      | Andrzej Sokołowski    | Leszno       | 3 1 w d – | 4      |
| 12      | Arkadiusz Zielonko    | Leszno       | 0 2 0 1 1 | 4      |
| 13      | Roland Wieczorek      | Opole        | 2 1 0 d 0 | 3      |
| 14      | Ryszard Dołomisiewicz | Bydgoszcz    | 1 d d 0 2 | 3      |
| 15      | Mirosław Korbel       | Rybnik       | 0 d 1 1 1 | 3      |
| 16      | Michał Miturski       | Częstochowa  | 1 u 1 0 d | 2      |
| R1      | Piotr Żyto            | Gdańsk       | 2         |        |
| R2      | Zbigniew Krakowski    | Leszno       |           |        |